# Juan Ortiz de Zárate
Juan Ortiz de Zárate (Orduña, Corona de Castilla, ca. 1515 - Asunción, gobernación del Río de la Plata y del Paraguay, 26 de enero de 1576) fue un conquistador y colonizador español que reemplazó al gobernador Francisco Ortiz de Vergara, con sede en Asunción y que más tarde, en 1567, fuera nombrado cuarto adelantado del Río de la Plata en forma interina por disposición del virrey del Perú, el licenciado Lope García de Castro, y confirmado para dos generaciones por el rey Felipe II de España.

## Biografía hasta el nombramiento de gobernador

### Origen familiar y primeros años
Juan Ortiz de Zárate había nacido hacia 1515 en la ciudad de Orduña del señorío de Vizcaya, que formaba parte de la Corona de España, siendo sus padres el capitán Lope Ortiz de Mendieta y Sáenz de Angulo y su esposa Juana de Zárate.
Era nieto materno de Diego Ortiz de Zárate y Zárate, señor de la Casa de Zárate que en el año 1521 fuera armado caballero de la Espuela Dorada en Aquisgrán por el emperador Carlos V y luego caballero de la Orden de Santiago en 1543, además de ser contador de la Casa de Contratación de Sevilla desde 1535 hasta 1555, y de su cónyuge María Idiáquez Olano, y por ende, Juan era bisnieto materno del capitán Juan Ortiz de Zárate y su mujer Juana Fernández de Zárate y Ugarte.
Tenía por lo menos tres hermanos mayores, siendo el primogénito Lope de Mendieta (n. ca. 1499) que era encomendero de Choquecota desde 1540, seguido por Pedro Ortiz de Zárate y Mendieta (Orduña, ca. 1500 - Lima, 1547) quien fuera nombrado desde 1543 oidor de la Real Audiencia de Lima, y la tercera Lucía de Mendieta y Zárate (n. Orduña, ca. 1512) quien por unión con Clemente de Ochandiano y Hunciano (n. Orduña, ca. 1491) concebiría al futuro gobernador rioplatense Juan de Garay, y más tarde se enlazaría con Martín de Garay quien lo reconocería como hijo propio. Además tenía dos hermanos menores.

### Conquista del Imperio incaico y su fortuna
A temprana edad pasó a Sudamérica, donde a partir de 1534 intervino en la conquista del Perú bajo el mando de Diego de Almagro pero al apoyarlo en el conflicto pizarrista lo obligó en 1546 a refugiarse en Charcas, en donde se transformaría desde 1548 en encomendero de Totora —en el actual departamento de Cochabamba— y en uno de los primeros en explotar las Minas de Potosí mediante el trabajo esclavo de las personas del lugar y de esta forma acumularía una gran fortuna.
La red económica de Zárate operaba en todo el Perú, especialmente en la Villa de La Plata y Potosí, con extensiones en Lima, Cochabamba, Arequipa y Tarija, al igual que en la península, como ser Vizcaya y Sevilla en donde sus familiares maternos eran funcionarios de la Casa de Contratación.

## Adelantado del Río de la Plata y gobernador de Nueva Andalucía

### Nombramiento como gobernador del Río de la Plata y del Paraguay
El gobernador interino Francisco Ortiz de Vergara al iniciar el éxodo el 19 de octubre de 1564 con gran parte de la población asuncena, debido a las exageraciones de Ñuflo de Chaves con respecto de las riquezas del nuevo territorio conquistado, dejó como interino en Asunción a su lugarteniente Juan de Ortega quien inmediatamente sería suplantado por Zárate, por lo cual, aquel seguiría ocupando su puesto de teniente de gobernador hasta el 31 de julio de 1569.
El 10 de julio de 1569 el rey Felipe II suscribe una capitulación con Juan Ortiz de Zárate nombrándolo como gobernador del Río de la Plata y del Paraguay:

Por cuanto deseamos la poblacion, instruccion y conversion de los naturales de las provincias de las Indias á nuestra Santa Feé Católica, teniendo delante el bien y salvacion de sus ánimas, como por la Santa Iglesia Romana se nos ha encargado, continuando el celo, trabajo y cuidado que en esto los Católicos Reyes nuestros progenitores han tomado, y vos el Capitan Juan Ortiz de Zárate, vecino de la ciudad de la Plata de los Charcas, que es en los Reinos del Pirú, por el deseo que teneis del servicio de Dios Nuestro Señor y nuestro, y de que la Corona Real destos Reinos sea acrecentada, os ofreceis de descubrir, conquistar y poblar las Provincias del Rio de la Plata ó la parte que en ellas oviere por conquistar, descubrir y poblar, y de tener cuatro navíos para el mes de agosto del año que viene, de setenta, aparejados para hacerse á la vela con el primer buen tiempo en San Lúcar de Barrameda, con cierta gente, armas y municiones y otras cosas de yuso declaradas, todo á vuestra costa y minsion, sin que nos y los Reyes que despues de nos vinieren seamos ni sean obligados á os pagar ni satisfacer cosa alguna dello, mas de lo que abajo os será concedido; y nos suplicastes mandásemos con vos hacer sobre ello capitulacion y asiento; y por cumplir el dicho deseo , y por la confianza que de vos tenemos, y que hareis lo que con vos fuere capitulado, de la manera que convenga al servicio de Dios y nuestro, mandamos tomar con vos la dicha capitulacion Ꭹ asiento en la manera siguiente:

Primeramente, que vos el dicho Juan Ortiz de Zárate os ofreceis de meter en la Gobernacion del Rio de la Plata quinientos hombres españoles, de los cuales los doscientos dellos han de ser oficiales de todo género de oficios y labradores que cultiven y labren la tierra, y los otros trescientos hombres que sean para la guerra y conquista de la tierra y que de los que destos pudiéredes hallar que sean casados y quietos los procurareis de buscar y llevar con sus mugeres y hijos, y los demas serán solteros y útiles para la conquista y poblacion, sustentacion y defensa de la dicha tierra.
[...]
Primeramente, os hacemos merced de la Gobernacion del Rio de la Plata, así de lo que al presente está descubierto y poblado como de todo lo demas que de aquí adelante descubriéredes y pobláredes, ansi en las provincias de Paraguay y Paraná como en las demas provincias comarcanas, por vos y por vuestros capitanes y tenientes que nombráredes y señaláredes, ansí por la costa del mar del Norte como por la del Sur, con el distrito y demarcacion que Su Magestad del Emperador mi Señor, que haya gloria, la dió y concedió al gobernador Don Pedro de Mendoza, y despues del á Alvar Nuñez Cabeza de Vaca, y á Domingo de Irala, con el salario y quitacion y por la órden que ellos la tuvieron, por vuestra vida y la de un hijo varon que nombráredes, y en defecto de no tenerle, con la persona que nombráredes en vuestra vida ó al tiempo de vuestro fin y muerte, ó como os pareciere; de la cual dicha gobernacion se entiende que os hacemos merced sin perjuicio de las otras gobernaciones que tenemos dadas á los capitanes Serpa y D. Pedro de Silva.
Capitulación con Juan Ortiz de Zárate, 10 de julio de 1569

### Confirmación como adelantado y la efímera Ciudad Zaratina
Zárate fue nombrado por el gobernador del Perú y residente de la Real Audiencia de Lima, Lope García de Castro, como gobernador interino en 1567 con la condición de que lo confirmara por el rey, por lo cual, al año siguiente viajó a ver a Felipe II, entonces el 11 de diciembre de 1568 delegó el mando de la gobernación en Felipe de Cáceres que se encontraba expedicionando por el Chaco Boreal y el Itatín para poder viajar a España, de esta forma delegó en su lugarteniente asunceno Juan de Ortega para que traspasase el mando interino una vez que retornara a la ciudad de Asunción, hecho que acontecería el 1 de enero del siguiente año. Una vez que el monarca español lo confirmó como adelantado por dos vidas el 1.° de junio de 1570, retornaría al Río de la Plata el 17 de octubre de 1572.

Capitulaciones de los adelantamientos en Sudamérica española, en 1534.

El 26 de noviembre de 1573 arribó con una armada a la isla San Gabriel, una pequeña isla del Río de la Plata, en donde levantó un fortín y viviendas para sus hombres, luego pasaron a tierra firme de la Banda Oriental en busca de provisiones y aunque inicialmente las relaciones con los charrúas fueron buenas, la protección de un desertor español por parte del cacique Zapicán provocó que Zárate capturase a su sobrino, el cacique Abayubá, con el objetivo de usarlo para intercambiar prisioneros, lo que provocó la ira de los aborígenes que buscaron el apoyo del cacique Yamandú con la finalidad de que obstruyese las comunicaciones de los colonos con la ciudad de Asunción.
El 29 de diciembre del mismo año se produjo el combate de San Gabriel entre charrúas y españoles, en el que los primeros resultaron triunfantes, provocando la baja de cien soldados hispanos y sitiando el pequeño poblado de la isla antes citada, por lo cual debieron retirarse a la isla de Martín García dejando solo una guardia en la anterior. Ruy Díaz de Melgarejo llegó para ayudar a Ortiz de Zárate pero fue enviado a buscar a Juan de Garay que se hallaba en la neofundada Santa Fe.
Al llegar Garay a la Banda Oriental derrotó en mayo de 1574 a sus principales jefes charrúas, en la batalla de San Salvador —en el actual departamento de Soriano— en donde perdieron la vida más de cien aborígenes y sus principales caciques, como ser Zapicán, Abayubá, Añagualpo, Yandinoca y Magaluna, y por lo cual pudo rescatar al adelantado Ortiz de Zárate que consiguió regresar entonces a tierra firme, en donde el 2 de junio del mismo año ratificó a Martín Suárez de Toledo en el puesto interino.
Más tarde, el 7 de junio, confirmó como teniente de gobernador de Santa Fe a Juan de Garay, luego de haber sido elegido este por los miembros del cabildo santafecino que lo habían nombrado de común acuerdo el pasado 12 de marzo del mismo año, y que en el mes de mayo el adelantado junto a Garay, y algunos pobladores de la ciudad antes citada, se dirigiesen nuevamente a la Banda Oriental y cerca de la desembocadura del río San Salvador fundaran a la «Ciudad Zaratina» —situada al norte de la actual ciudad uruguaya de Dolores— y al dejarla organizada y confirmar a Garay en el puesto antedicho, lograría ocupar definitivamente el cargo de gobernador el 29 de noviembre del corriente, aunque tardaría en retornar unos meses.
El 8 de febrero de 1575, Juan Ortiz de Zárate llegaba a la ciudad de Asunción junto a 23 frailes franciscanos —siendo unos de ellos, fray Luis de Bolaños— y al enterarse de que su teniente de gobernador Suárez de Toledo no había apoyado a Felipe de Cáceres y había aceptado el cargo de gobernador interino, desautorizó toda su gestión —luego lo haría mediante auto judicial del 22 de octubre— y mandó a apresarlo por no haber prestado socorro a su antecesor, y de esta forma restableció en el cargo de teniente de gobernador de Asunción a Diego Ortiz de Zárate y Mendieta quien lo había estado ocupando cuando Suárez de Toledo lo había dejado vacante.

### Ampliación de su gobernación
El 1 de junio de 1570, el rey Felipe II, por medio de una real cédula, otorga a Juan Ortiz de Zárate una expansión de la gobernación del Río de la Plata, ampliándola hasta el estrecho de Magallanes. Previamente el 10 de julio de 1569 el rey había otorgado la gobernación del Río de la Plata a Juan Ortiz, sucediendo a Pedro de Mendoza, Álvar Núñez Cabeza de Vaca y Domingo Martínez de Irala. La incorporación de los territorios previamente asignados a Jaime Rasquin fue pedido por Juan Ortiz el 27 de abril de 1570 ante el Consejo de Indias y el rey. Previamente a esto sus dominios abarcaban, según la historiografía chilena y parte de la argentina, desde el paralelo 25 sur hasta el 36° sur aproximadamente. Además, anteriormente se le habían otorgado a Jaime Rasquín, más 200 leguas de costa en el Mar del Sur (océano Pacífico), las cuales el rey deja sin efecto. La jurisdicción de 1570 comprendía los territorios de la gobernación del Río de la Plata desde 1534 hasta 1569 en conjunto con la ampliación hasta el estrecho de Magallanes, que antes había otorgado a Jaime Rasquín, y según Manuel Ravest Mora, habiendo una superposición de jurisdicciones con la gobernación de Chile y la provincia del Plata entre el paralelo 48º 05' sur, cerca del Puerto Deseado, hasta el estrecho de Magallanes por el sur y el ambos mares en el oeste y este respectivamente, entre 1661 y 1570, con la expansión de la gobernación de Ortiz de Zarate. La real cédula del 1 de junio de 1570 dispone que:

[...] os hazemos merced de la Governacion del Rio de la Plata así de lo que al presente esta descubierto y poblado como de todo lo demas que de aquí adelante descubrieredes y poblaredes ansí en las Provincias del Paraguay y Parana como en las demás provincias comarcanas por vos y por vuestros capitanes y tenientes que nombraredes y señalaredes así por la costa del Mar del Norte como por la del Sur con el distrito y demarcacion que Su Majestad del Emperador, mi Señor, que aya gloria, le dio y concedio al Gobernador don Pedro de Mendoza y despues del a Alvar Núñez Caveza de Baca y a Domingo de Yrala [...] Y por quanto en trece dias del mes de henero del año pasado de mill y quinientos y cinquenta y ocho Nos mandamos tomar cierto asiento y capitulacion con Jayme Rasquin sobre el descubrimiento y poblacion de las dichas Provincias del Rio de la Plata [...] estar subjetos e debajo de la gobernacion de vos, el dicho capitan Juan Ortiz de Zarate, los dichos pueblos declarados e los demas que oviere en las dichas docientas leguas de tierra que dimos en gobernacion al dicho Jayme Rasquin [...] y de todos los demas pueblos que poblase en dozientas leguas desde el dicho Rio de la Plata hasta el Estrecho de Magallanes derechamente por la costa del Mar del Norte y le dimos titulos y provisiones nuestras de la dicha Governacion, y porque el dicho Jayme Rasquin no cumplio de su parte lo que con el asentamos y capitulamos sobre el dicho descubrimiento y población, por la presente damos por ninguno y de ningun valor y effeto la dicha capitulacion e titulos que en virtud della mandamos dar al dicho Jayme Rasquin para que agora ni de aqui adelante en ningun tiempo no valgan ni pueda tener derecho a la dicha Gobernación, y declaramos estar subjetos e devaxo de la Governacion de vos, el dicho capitan Juan Ortiz de Zarate, los dichos pueblos susso (de suyo) declarados y los demas que oviere en las dichas dozientas leguas de tierra que dimos en Governacion al dicho Jaime Rasquin, y si necesario es de nuevo os hago merced de la Governacion dellos, en los quales vos y despues de vos vuestro sucesor podais tenerla y usar de la jurisdiccion della, según y de la manera que la podeis y deveis hazer en virtud de la dicha Capitulacion y capitulos susso yncorporados que con vos se tomó [...]
Real cédula dirigida a Juan Ortiz de Zárate, 1° de junio de 1570

Según el diplomático e historiador chileno Miguel Luis Amunátegui, la capitulación otorgada en 1570 a Juan Ortiz de Zárate no generó derechos permanentes sobre el litoral patagónico ni sobre el estrecho de Magallanes. El diplomático chileno Carlos Morla Vicuña sostuvo que la concesión había caducado por falta de cumplimiento de la obligación de poblar, al igual que ocurrió con la capitulación anterior otorgada a Jaime Rasquín, que fue rescindida por ese motivo.
No obstante, la nulidad por incumplimiento no operaba automáticamente, ya que las Capitulaciones eran contratos bilaterales que requerían revocación expresa por parte del Rey. En el caso de Rasquín, pese a haber vencido el plazo en 1563, su Capitulación de 1557 seguía vigente en 1570, lo que demuestra que no bastaba el incumplimiento para extinguirla, y tuvo que ser abolida explícitamente por el rey.
Asimismo, Morla argumentó que ni Ortiz de Zárate ni su sucesor Torres de Vera y Aragón fundaron asentamientos en las 200 leguas costeras concedidas hacia el sur del río de la Plata, lo que según él, habría sido condición esencial para ejercer jurisdicción y la capitulación no habría tenido efectos reales sobre el territorio, por lo que interpretó que la real cédula de 1570 no pudo menoscabar los límites tradicionales de la gobernación de Chile hasta el estrecho de Magallanes.
Morla también argumentó que el nombramiento de Rodrigo de Quiroga como gobernador de Chile en 1573, cuatro años después de la capitulación de Ortiz de Zárate, se hizo "en los mismos términos que a Valdivia, Alderete, Hurtado de Mendoza y Villagra", es decir, con jurisdicción hasta el Estrecho, Además, destacó que Martín García Óñez de Loyola, sucesor de Ortiz y luego gobernador de Chile, planificaba una expedición hacia la Patagonia y el Estrecho en su calidad de gobernador chileno, reconociendo así los límites australes de dicha gobernación.

### Fallecimiento, sucesores y testamento

Mapa de América del Sur de 1606, realizado por Gerardus Mercator.

Ostentó el título de adelantado y ocupó el cargo de gobernador hasta el 26 de enero de 1576, fecha de su fallecimiento. Había designado como sucesor bajo testamento a quien se casara con su hija Juana de Zárate la Ñusta.
Mientras se eligiese el candidato ocuparía interinamente el gobierno su sobrino Diego Ortiz de Zárate y Mendieta que lo haría desde 1576 hasta 1577. Cuando este último tuvo que viajar a Charcas dejó como gobernador interino del Río de la Plata y del Paraguay a su lugarteniente Luis de Osorio, desde el 3 de mayo hasta el 2 de diciembre de 1577.
Al final el elegido para casarse con la ñusta Juana sería Juan Torres de Vera y Aragón que pasaría a ser el siguiente adelantado y ejerció también dos veces como gobernador pero en los años que estuvo preso en Charcas, fue ocupado el cargo por Juan de Garay (1578-1583) y al fallecimiento de este, por Juan de Torres Navarrete (1583-1587).

## Concubinato y descendencia
El conquistador Juan Ortiz de Zárate estuvo amancebado con la princesa inca Leonor Yupanqui (n. Cuzco, ca. 1541), una hermana de Beatriz Clara Coya (n. ca.1556-1600) —que se casó con el español Martín García Óñez de Loyola, gobernador de la Capitanía General de Chile desde 1592 hasta 1598, y padres de la mestiza hispano-inca Ana María de Loyola Coya, señora del Valle de Yucay y primera marquesa de Santiago de Oropesa— quienes eran a su vez hijas de Sayri Túpac (ca. 1516-1561), segundo soberano rebelde del Incario de Vilcabamba desde 1545 hasta 1558, ubicado en las selvas cuzqueñas y las nacientes de los ríos Madre de Dios y de Ucayali y que fuera independiente del Imperio español desde 1537 hasta 1572, y de su esposa y hermana Cusi Huarcay, y por ende, sobrinas de la ñusta Beatriz Túpac Yupanqui (n. ca.1521) —una hija del efímero primer soberano inca vasallo Toparpa, amancebada con el maestre de campo español Pedro Álvarez Holguín "Perálvarez", teniente de gobernador general del Cuzco en 1541, y padres de los mestizos hispano-incas Fernando, María y Constanza Holguín de Orellana que se casó con el general Martín de Almendras, alcalde de La Plata en 1554 y en 1561, además de gobernador nominal del Tucumán en 1565— y nietas del primer soberano rebelde Manco Inca (n. ca. 1490-1545), que había sido el segundo rey vasallo bajo el dominio de los españoles, y su cónyuge Cura Ocllo.

Expansión del Imperio incaico (1438-1527):
Pachacuti (1438-1463)
Túpac Inca (1463-1471)
Túpac Yupanqui (1471-1493)
Huayna Cápac (1493-1525)

Por lo tanto su concubina Leonor y la cuñada Beatriz eran sobrinas nietas del auqui o príncipe Ninan Cuyuchi, del cuarto emperador Huáscar, del quinto emperador Atahualpa, del auqui Rumiñahui, del ya citado primer rey vasallo Túpac Hualpa "Toparpa", del auqui Paullu Inca y de Inés Huaylas Yupanqui (n. 1518-1559) —concubina del marqués Francisco Pizarro, gobernador de Nueva Castilla desde 1529/1533 hasta 1541, y padres de la mestiza hispano-inca Francisca Pizarro Yupanqui que se matrimonió con su tío Hernando Pizarro aunque su descendencia se extinguiría— siendo todos hermanos entre sí, y también de Isabel Chimpu Ocllo (n. ca.1523-1571) —que estaba enlazada con el hidalgo hispano-extremeño Sebastián Garcilaso de la Vega, corregidor del Cuzco desde 1554, y padres del literato historiador mestizo Inca Garcilaso de la Vega— además de bisnietas del tercer emperador inca Huayna Cápac (n. ca.1467-1527) y de su esposa Mama Cusirimay, sobrinas bisnietas del auqui o príncipe imperial Huallpa Túpac Inca (n. ca.1480) y tataranietas de Túpac Yupanqui (n. 1441-1493) quien fuera el segundo emperador inca y el décimo soberano desde 1471, y de su esposa principal y hermana Mama Ocllo Coya.
Fruto de la unión sentimental entre Juan Ortiz de Zárate y Leonor Yupanqui nació por lo menos una hija:
- Juana Ortiz de Zárate y Yupanqui[40][43][44][49] (n. 1558[49] - La Plata de la Nueva Toledo, 5 de enero de 1584) era una hija natural mestiza legitimada[43] por real cédula del soberano Felipe II de España del 4 de junio de 1570 en El Escorial[49] y además declarada por testamento paterno como heredera universal,[43] que se avecindó en la ciudad de La Plata[43] en 1574[50] en la vivienda de Francisco de Cevallos y de su esposa Luisa Martel,[49] para mudarse a la ciudad Zaratina de San Salvador de la Banda Oriental[50] pero no lo hizo ya que dicha urbe fuera abandonada en 1576 y posteriormente se unió en matrimonio con Juan Torres de Vera y Aragón, que por este enlace pasó a ser el cuarto adelantado del Río de la Plata desde 1577, que también se encargaría de la gobernación del Río de la Plata y del Paraguay en dos ocasiones, debido a una persecución virreinal por apoyar al pretendiente Matienzo, desde este último año hasta 1578 y desde 1587 hasta 1593.[19] Fueron padres del mestizo hispano-inca Juan Alonso de Vera y Zárate[40] (La Plata de la Nueva Toledo[40] de la nominal provincia de Charcas, ca. 1579 - ib., 1.º de julio de 1633) que fuera el primero de su condición nombrado como adelantado del Río de la Plata desde 1613, caballero de la Orden de Santiago desde 1616 y gobernador del Tucumán desde 1619 hasta 1627, todos los títulos emitidos por el rey Felipe III de España, debido a que era un descendiente paterno de nobles españoles[40] y materno del ya citado emperador Túpac Yupanqui.[40]